# Oakland (Floride)
Pour les articles homonymes, voir Oakland.
Oakland est une ville américaine située dans le comté d'Orange en Floride.

## Démographie
| 1910 | 1920 | 1930 | 1940 | 1950 | 1960 |
| ---- | ---- | ---- | ---- | ---- | ---- |
| 211  | 323  | 379  | 518  | 548  | 821  |

| 1970 | 1980 | 1990 | 2000 | 2010  | - |
| ---- | ---- | ---- | ---- | ----- | - |
| 672  | 658  | 700  | 936  | 2 538 | - |

Selon le recensement de 2010, Oakland compte 2 538 habitants. La municipalité s'étend sur 2,11 milles carrés (5,46 km2).